# Embarcación
Embarcación is een plaats in het Argentijnse bestuurlijke gebied General San Martín in de provincie  Salta. De plaats telt 23.961 inwoners.